# Werner von Melle

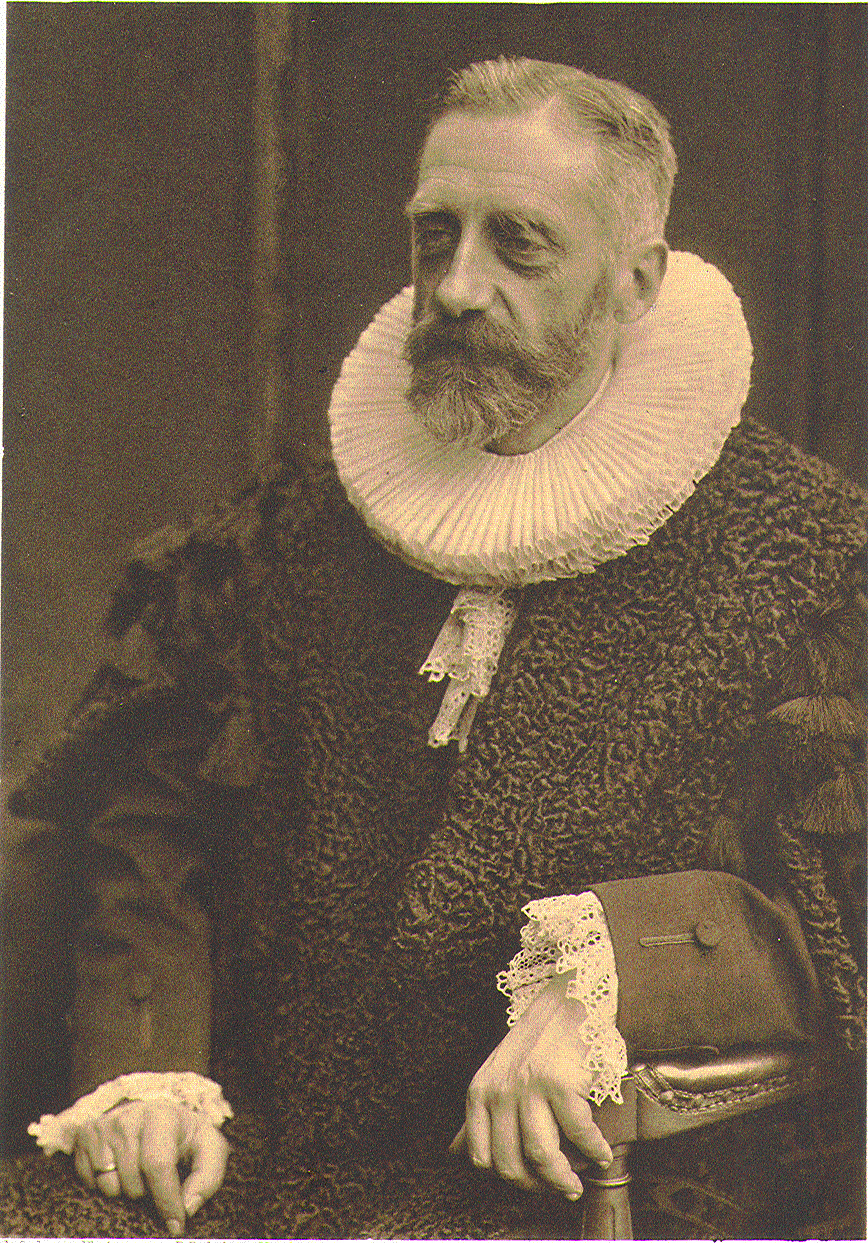
Werner von Melle door: Rudolf Dührkoop

Werner von Melle (Hamburg, 18 oktober 1853 - Hamburg, 18 februari 1937), was een Duits politicus die meerdere malen eerste burgemeester van Hamburg is geweest.

## Biografie
Werner von Melle was de zoon van de Hamburger koopman en senator Emil von Melle en diens echtgenote Maria Geffcken. Hij studeerde rechten aan de Universiteit van Göttingen en promoveerde in 1876. Hierna was hij als redacteur werkzaam bij de Hamburger Nachrichten ("Nieuws van Hamburg").
Werner von Melle werd in 1891 lid van het Presidium van de Autoriteit voor Hogescholen. Op 28 september 1900 werd hij in de Senaat (regering) van de stadstaat Hamburg gekozen. In 1904 werd hij president van het Presidium voor Hogescholen. In 1914 en in 1917 werd hij tot tweede burgemeester gekozen. Van 1 januari tot 31 december 1915 was hij voor de eerste maal eerste burgemeester van Hamburg.
Werner von Melle werd op 1 januari 1918 voor de tweede maal eerste burgemeester. In november 1918 brak in Duitsland de Novemberrevolutie uit. In Hamburg vielen tijdens gevechten tussen regeringsgezinde troepen en revolutionairen tien doden. Op 6 november 1918 nam de Arbeiders- en Soldatenraad van Groot-Hamburg de macht over. Op 12 november stuurde deze Arbeiders- en Soldatenraad de Senaat naar huis en werd Von Melle als burgemeester afgezet. Heinrich Laufenberg en Wilhelm Heise van de Sociaaldemocratische Partij van Duitsland werden benoemd tot regeringsleiders van de stadstaat. Op 18 november stelde de Arbeiders- en Soldatenraad de Senaat weer aan, echter louter als administratief lichaam; de werkelijke macht kwam te berustten bij de Arbeiders- en Soldatenraad. Von Melle hernam als lid van de Senaat het eerste burgemeesterschap en bleef tot 1 januari 1919 aan. Op 27 maart 1919 droeg de Arbeiders- en Soldatenraad de macht over aan de Hamburger Bürgerschaft (parlement) en de Senaat. Op 30 maart 1919 werd Von Melle opnieuw gekozen tot eerste burgemeester en bleef dit tot 31 december 1919.
Na zijn aftreden als eerste burgemeester bleef Von Melle nog tot 1921 lid van de Senaat. Hij overleed op 83-jarige leeftijd, op 18 februari 1937 in Hamburg.

## Onderscheidingen
- Eredoctoraat in de theologie aan de Georg-August-Universität Göttingen (1917)
- Rector magnificus honoris causa aan de Universiteit van Hamburg (1921)
- Eredoctoraat in de staatswetenschappen aan de Universiteit van Hamburg (1928)

## Werken
- Die Entwicklung des öffentlichen Armenwesen in Hamburg, Hamburg 1883
- Gustav Heinrich Kirchenpauer. Ein Lebens- und Zeitbild, Hamburg 1888
- Das Hamburgische Staatsrecht, Hamburg 1891
- Dreißig Jahre Hamburger Wissenschaft, 1891 - 1921. Rückblicke und persönliche Erinnerungen, 2 dln., Hamburg 1923
- Jugenderinnerungen, Hamburg 1928

## Trivia
- In Hamburg heet de universiteitscampus het Von-Melle-Park.